# 今治市みやくぼ石文化交流館
今治市みやくぼ石文化交流館（いまばりしみやくぼいしぶんかこうりゅうかん）は、愛媛県今治市宮窪町宮窪にある、今治市が運営する宿泊施設である。

## 概要
2002年9月17日にオープンした。大島内の宮窪石文化運動公園に隣接した高台に立地している。スポーツ合宿や遠征試合時において利用されており、島嶼部地域において安価に宿泊できる施設が他になく、毎年利用する団体やサイクリング客、観光客の利用で年間約3,700人程利用されている。
建物の外観は村上水軍の砦がモチーフとなっている。

## 館内設備
- 宿泊室
  - 和室27.5畳（13人） - 1部屋
  - 和室10畳（5人） - 5部屋
  - 和室8畳（4人、フロ付） - 1部屋
  - 洋室（2人、フロ付） - 1部屋
- 食堂・厨房
- 共同浴場 - 2ヶ所
- ランドリー - 6台
- 乾燥機 - 2台

## アクセス
- 西瀬戸自動車道大島南インターチェンジから車で約10分、大島北インターチェンジから車で約2分。
- JR今治駅前から瀬戸内海交通（急行バス、今治～大三島）、瀬戸内運輸（特急バス、松山・今治～大三島）で「石文化公園」下車して、徒歩で約5分。

## 周辺
- 宮窪石文化運動公園